# Yūji Iwasawa
Yūji Iwasawa (岩沢雄司, Iwasawa Yūji), né le 4 juin 1954 à Tokyo, est un juge japonais. Iwasawa est juge à la Cour internationale de justice (CIJ) depuis le 22 juin 2018 et président de la CIJ depuis mars 2025.

## Biographie
Yūji Iwasawa est né le 4 juin 1954 à Tokyo.
De 1973 à 1977, Iwasawa étudie à la faculté de droit de l'université de Tokyo et obtient un Bachelor of Laws. Il poursuit ses études à la faculté de droit de Harvard où il décroche un Master of Laws en 1978. De 1984 à 1986, Iwasawa étudie à la faculté de droit de l'université de Virginie et en sort diplômé avec un doctorat en droit.
Iwasawa enseigne ensuite le droit international à l'université métropolitaine d'Osaka (de 1982 à 1996) et à l'université de Tokyo (à partir de 1996),. Il est membre du Comité des droits de l'homme à partir de 2007 et le préside de 2009 à 2011,. Il est aussi président de la Société japonaise pour le droit international (ja) et vice-président de l'International Law Association (en).
Iwasawa est élu juge à la Cour internationale de justice (CIJ) le 22 juin 2018. Il remplace le juge japonais Hisashi Owada après la démission de celui-ci le 7 juin 2018.
Nawaf Salam, président de la CIJ, démissionne le 14 janvier 2025. En mars, Iwasawa est élu président de la CIJ. Son mandat court jusqu'en 2027,.